# Trampot
Trampot é uma comuna francesa na região administrativa de Grande Leste, no departamento de Vosges. Estende-se por uma área de 13,14 km². Em 2010 a comuna tinha 95 habitantes (densidade: 7,2 hab./km²).